# Liste freier und quelloffener Software Pakete
Dies ist eine Übersicht von häufig genutzten freien und quelloffenen Softwarepaketen (FOSS), die unter Lizenzen für freie Software veröffentlicht sind. Weitere Informationen über den philosophischen Hintergrund von Open-Source-Software finden Sie unter Freie-Software-Bewegung und Open Source Initiative. Fast alle Software, die der Definition von freier Software entspricht, erfüllt auch die Open-Source-Definition und vice versa. Ein kleiner Teil der Software, die beide Definitionen erfüllt, ist hier aufgeführt. Einige der Open-Source-Anwendungen sind auch die Grundlage kommerzieller Produkte und Dienste.

## Häufig genutzte Anwendersoftware

### Betriebssysteme
Computer
- Debian[1] – ein gemeinschaftlich entwickeltes freies Betriebssystem für Computer auf Basis von Linux.

- Wikidataliste weiterer Linux-Distributionen (Englisch)

Smartphone
- LineageOS – eine Modifizierung des Betriebssystems AOSP (Android Open Source Project) das von über 3 Millionen genutzt wird[2].

- GrapheneOS – für Pixel-Geräte, das speziell auf Datenschutz und Sicherheit ausgerichtet ist inklusive im Bereich Sandboxing.[3]

### Bürosoftware
- LibreOffice – Zu LibreOffice gehören Programme für Textverarbeitung (Writer), Tabellenkalkulation (Calc), Präsentation (Impress) und zum Erstellen von Zeichnungen (Draw). Ein Datenbankmanagementsystem (Base) und ein Formeleditor (Math) sind ebenfalls enthalten[4].

## Online Dienste
Freie und quelloffene Software, die vor allem für online Dienste genutzt wird.

### Kooperation
- Nextcloud – zentrale Kooperationsplattform für den Aufbau der europäischen Cloud-Lösung Gaia-X.[5][6]

### Kurznachrichten
- Mastodon – als dezentrales Netzwerk konzipiert, das nicht auf eine Plattform beschränkt. Seit März 2024 sind über 15 Millionen Nutzer im Mastodon-Netzwerk registriert.[7]

### Instant Messaging
- element/matrix – die Deutsche Bundeswehr setzt Element unter dem Projekt „BwMessenger“ seit 2020 als offiziellen sicheren Kommunikationsclient ein.[8][9][10] Etwaige Änderungen sollen frei verfügbar gemacht werden.[11]

### Videoportal
- PeerTube – eine dezentralisierte, freie, föderierte Software für Video-Plattformen, die auch von der EU genutzt wird[12]

## Mobile Apps

### Android
- Aegis Authenticator – quelloffene Zwei-Faktor-Authentisierung App mit Importmöglichkeit von anderen Apps[13]
- FBReader – E-Book-Betrachterprogramm
- Mozilla Firefox Mobile – Webbrowser des Mozilla-Projekts für mobile Endgeräte wie etwa Smartphones oder Tablets
- K-9 Mail – E-Mail-Programm das im Mozilla-Thunderbird-Projekt aufgehen wird.[14]
- KeePassDX – eine Android-Implementierung des KeePass-Passwortmanagers.
- Organic Maps – mobile Karten- und Navigations-Anwendung aus Basis von OpenStreetMap Kartendaten.

weitere freie Android Apps

## Weitere Software

### Bildbearbeitung
- Darktable
- digiKam
- GIMP – ein pixelbasiertes Grafikprogramm, das Funktionen zur Bildbearbeitung und zum digitalen Malen von Rastergrafiken bereitstellt.
- Hugin
- Inkscape – Bearbeitung und Erstellung zweidimensionaler Vektorgrafiken.
- Karbon
- Krita
- Luminance HDR
- RawTherapee

### Bildung
- Chamilo
- Claroline
- DoceboLMS
- H5P
- ILIAS
- Moodle – ein freies Kursmanagementsystem und eine Lernplattform.
- OLAT
- Omeka
- Sakai Project

### CAD
- Blender – eine 3D-Grafiksoftware,[15] mit welcher sich Körper modellieren, texturieren und animieren lassen.
- BRL-CAD
- FreeCAD – ist eine CAD-Anwendung zur parametrischen 3D-Modellierung, die eine Reihe weiterer Ingenieuranwendungen wie das Building Information Modeling (BIM) und die Finite-Elemente-Methode (FEM) unterstützt.
- LibreCAD – für zweidimensionale CAD-Zeichnungen das DXF Dateien unterstützt.
- Open Cascade (OCCT)
- OpenSCAD
- QCad

### Datenbank
- Apache Cassandra
- Apache CouchDB
- MariaDB
- PostGIS
- PostgreSQL

### ERP
Komplexe Anwendung zur umfassenden Ressourcenplanung eines gesamten Unternehmens, also Einkauf, Produktion, Rechnungswesen, Verkauf und Marketing
- Apache OFBiz
- Compiere
- ERPNext
- ERP5
- Odoo – ist eine integrierte ERP-Software-Lösung (Enterprise-Resource-Planning) mit einem dualen Lizenzmodell.
- Openbravo
- Tryton

### Firewall
Sicherungssystem, das einen oder mehrere Computer vor unerwünschten Netzwerkzugriffen schützt.
- Uncomplicated Firewall (ufw)
- IPFilter
- ipfw
- iptables
- PF
- pfSense
- OPNsense
- Shorewall
- Vyatta

### Karten & Navigation
- OpenStreetMap
- CoMaps

### Password management
- KeePass
- KeePassXC

### Videokonferenzen
- Jitsi Meet
- OpenMeetings
- Jami
- BigBlueButton